# 曼圖爾加
曼圖爾加(Manturga)是一條位於印度卡納塔克邦貝爾高姆縣的一條村落。